# Oskar Maria Graf

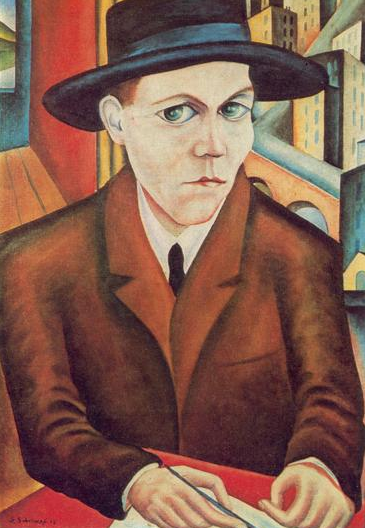
Tranh chân dung Oskar Graf do Georg Schrimpf vẽ (1927)

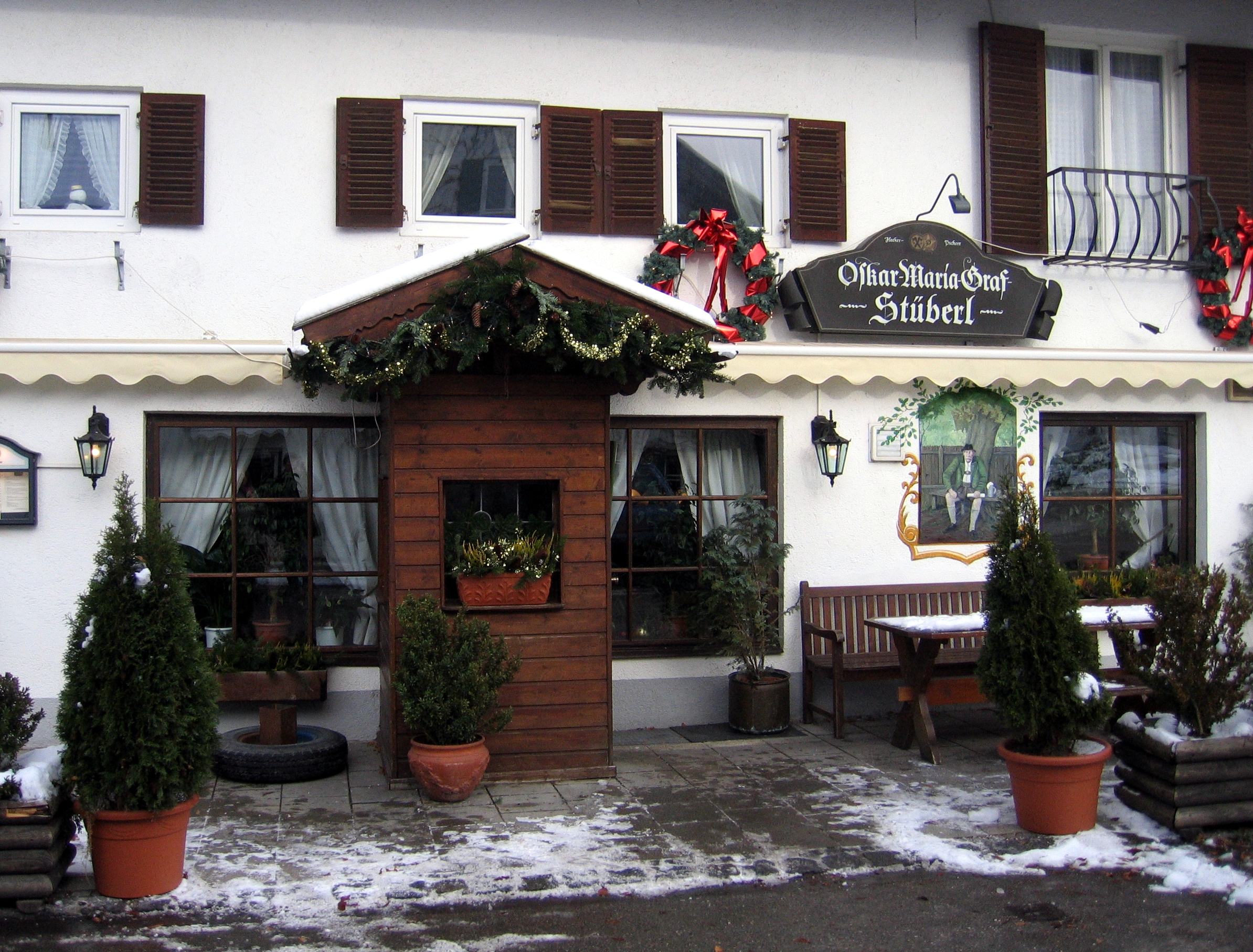
Ngôi nhà nơi sinh Oskar Graf ở Berg

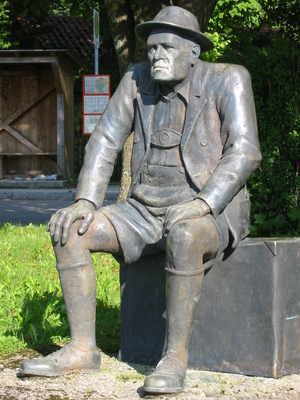
Oskar Maria Graf

Oskar Maria Graf (22.7.1894 – 28.6.1967) là nhà văn người Đức. Ông đã viết nhiều tiểu thuyết xã hội vô chính phủ cùng những truyện về cuộc sống ở Bayern, phần lớn là tự truyện.
Ban đầu, ông viết dưới tên thật của mình là Oskar Graf. Sau năm 1918, ông biên tập các tác phẩm của mình cho các tờ báo dưới bút hiệu Oskar Graf-Berg. Còn những tác phẩm mà ông coi là "đáng đọc", thì ông lấy tên Oskar Maria Graf.

## Cuộc đời và Sự nghiệp
Graf sinh tại Berg, Vương quốc Bayern, là con thứ 9 của Max Graf, một thợ cả làm bánh mì và Therese (nhũ danh Heimrath), con gái một chủ nông trại. Đầu năm 1900, Graf vào học trường công lập ở Aufkirchen — thuộc thị xã Berg — nằm ở vùng phong cảnh đẹp chung quanh Hồ Starnberg gần München. Sau khi người cha chết năm 1906, ông học nghề làm bánh mì và làm việc cho người anh ruột Max, người kế thừa tiệm làm bánh mì của cha ông.
Năm 1911, hy vọng một cuộc sống như một thi sĩ, ông đã bỏ trốn đến München để thoát khỏi sự ngược đãi của người anh trai mình. Ông gia nhập các nhóm người Bohemian (người du cư) và sống bằng những việc làm nhỏ chẳng hạn như giúp việc cho nhà Bưu điện hoặc cậu bé bê hàng. Năm 1912 và 1913, ông đã du hành như một kẻ lang thang ở Ticino (Thụy Sĩ) và vùng Bắc Ý.
Ngày 1.12.1914, ông phải thi hành nghĩa vụ quân sự. Một năm sau, năm 1915, tạp chí "Die Freie Straße" (đường (hay đường phố) tự do) đã in các truyện ngắn của ông lần đầu tiên. Năm 1916, Graf hầu như sắp bị phạt tù vì không tuân lệnh cấp trên. Tuy nhiên, sau 10 ngày tuyệt thực, ông được đưa vào một bệnh viện tâm thần và sau đó được cho giải ngũ.
Đầu năm 1917, Oskar Maria Graf bị bắt vì tham gia cuộc đình công của các thợ sản xuất đạn dược. Năm này ông cũng gặp Miriam Sachs - (chị) em của nhà văn Manfred George và là chị em họ của nhà văn Nelly Sachs - người sau này trở thành vợ thứ hai của ông. Năm 1919, Graf lại bị bắt vì tham gia các phong trào cách mạng ở München.
Năm 1920, ông làm nhà soạn kịch tại nhà hát của giai cấp công nhân "Die neue Bühne" (Sân khấu mới) cho tới năm 1927. Ông đã làm một đột phá văn học với tác phẩm tự truyện "Wir sind Gefangene" (Chúng ta là những tù nhân) của mình, do đó cho phép ông sống như một tác giả tự do (freelance author).
Ngày 17.2.1933, ông du hành sang Vienne để diễn thuyết, một chuyến đi khởi đầu cho sự lưu vong tự nguyện của mình. Các tác phẩm của Graf không bị thiêu hủy trong cuộc thiêu hủy sách của Đức Quốc xã (năm 1933) thời đó, mà còn được khuyến khích đọc. Tuy nhiên, ngày 12.5.1933, ông đăng trên tờ báo "Arbeiterzeitung" (Báo của người lao động) ở Vienne lời kêu gọi chống Quốc xã nổi tiếng mang tên Verbrennt mich! ("Hãy đốt cháy tôi!"). Ông cảm thấy bị Đức Quốc xã lợi dụng vì hiểu lầm nội dung Völkisch movement (Phong trào dân tộc).
Một năm sau, năm 1934, các sách của ông bị cấm ở Đức. Ngày 16.2.1934, ông di cư sang Brno ở Tiệp Khắc. Ngày 24.3 Graf bị Đức Quốc xã trục xuất khỏi nước. Ông rời Brno sang Moskva tham gia Đại hội lần thứ nhất các nhà văn theo chủ nghĩa xã hội.
Năm 1938, ông rời châu Âu sang Hoa Kỳ qua ngả Hà Lan, rồi định cư ở thành phố New York trong tháng 7. Miriam Sachs đi theo ông, nhưng người vợ cùng con ông ở lại Đức. Tháng 10 năm 1938, ông được bổ nhiệm làm chủ tịch "Hiệp hội nhà văn Hoa Kỳ gốc Đức". Năm 1942, ông cùng với Wieland Herzfelde và những nhà văn Đức di cư khác lập ra nhà xuất bản "Aurora-Verlag, New-York", tiếp theo "Malik-Verlag".
Năm 1958, Graf được nhập quốc tịch Hoa Kỳ và ông tiến hành chuyến đi sang châu Âu lần đầu sau Chiến tranh thế giới thứ hai.

## Đời tư
Graf kết hôn với Karoline Bretting ngày 26.5.1917. Họ có một người con gái Annemarie, cũng gọi là Annamirl, sinh ngày 13.6.1918. Năm 1944 Karoline Bretting đồng ý ly dị, cho phép Graf và Miriam Sachs kết hôn với nhau. Miriam Sachs từ trần ngày 11.11.1959 Năm 1962 Graf kết hôn lần thứ 3 với Gisela Blauner.
Graf từ trần năm 1967 tại New York. Một năm sau ngày chết, bình tro hài cốt của ông được mang về chôn trong Nghĩa trang "Alter Bogenhausener Friedhof" ở München.

## Vinh dự
- Năm 1960, ông được Đại học quốc gia Wayne ở Detroit trao tặng bằng tiến sĩ danh dự "để nhìn nhận thái độ không thỏa hiệp tinh thần" của ông.
- Năm 1962, ông được trao Giải Danh dự của thành phố München "để đánh giá cao những tác phẩm văn học quan trọng của ông".

## Tác phẩm
- Die Revolutionäre (1918), Gedichte
- Amen und Anfang (1919), Gedichte
- Frühzeit (1922), Jugenderlebnisse
- Ua-Pua! (1921), Indianerdichtungen. Mit 30 Kreidezeichnungen von Georg Schrimpf
- Maria Uhden (1921), Erinnerungen an die Malerin und Grafikerin
- Zur freundlichen Erinnerung (1922), soziale Novellen
- Bayrisches Lesebücherl (1924), Kulturbilder
- Die Traumdeuter (1924), Erzählungen
- Die Chronik von Flechting. Ein Dorfroman (1925), Nachdruck 2009, ISBN 978-3-86906-006-4
- Finsternis (1926), sechs Dorfgeschichten
- Wunderbare Menschen (1927), Chronik und Autobiografie
- Wir sind Gefangene (1927), Autobiografisches, ISBN 3-423-01612-4
- Licht und Schatten (1927), soziale Märchen
- Bayrisches Dekameron (1928), Erzählungen, ISBN 3-548-60345-9
- Die Heimsuchung (1925), Roman
- Im Winkel des Lebens (1927), Erzählungen
- Kalendergeschichten. Geschichten aus Stadt und Land 1929 ISBN 3-423-11434-7
- Das proletarische Schicksal (1929)
- Eine Geschichte ohne Ende in: Neue deutsche Erzähler Bd. 1 (Max Brod u.a.) Paul Franke, Berlin o.J. (1930)
- Bolwieser (1931), Roman; Neuausgabe 1964 unter dem Titel Die Ehe des Herrn Bolwieser ISBN 3-442-72253-5
- Notizbuch des Provinzschriftstellers Oskar Maria Graf 1932 Satire, ISBN 3-935877-49-8
- Einer gegen alle (1932), Roman
- Dorfbanditen (1932), Jugenderinnerungen
- 3 Bäckergeschichten von Oskar Maria Graf nebst 150 Rezepten für die Brezelbäckerei (undatierter Nachdruck aus den Jahrbüchern der Firma Diamalt)
- Der harte Handel (1935), Bauernroman ISBN 3-423-11480-0
- Der Abgrund (1936) Roman (überarbeitete Fassung "Die gezählten Jahre" 1976)
- Anton Sittinger 1937 Roman ISBN 3-423-12453-9
- Der Quasterl (1938), Dorf- und Jugendgeschichten
- Das Leben meiner Mutter 1940 engl., 1946 deutsch ISBN 3-423-10044-3
- Unruhe um einen Friedfertigen (1947), Roman, New York, Aurora-Verlag, ISBN 3-471-77264-2
- Mitmenschen (1948) Erzählungen
- Die Eroberung der Welt (1949), Roman; Neuauflage 1959 unter dem Titel Die Erben des Untergangs, ISBN 3-423-11880-6
- Menschen aus meiner Jugend auf dem Dorfe (1953), Erzählungen
- Der ewige Kalender (1954), Gedichte
- Die Flucht ins Mittelmäßige (1959), Roman
- An manchen Tagen. Reden, Gedanken und Zeitbetrachtungen (1961), ISBN 3-7632-3566-3
- Der große Bauernspiegel (1962), Erzählungen
- Größtenteils schimpflich (1962), Jugenderinnerungen, ISBN 3-423-10435-X
- Altmodische Gedichte eines Dutzendmenschen (1962)
- Jäher Schrecken (1962 erschienen)
- Er nannte sich Banscho (1964), Roman
- Gelächter von außen. Aus meinem Leben 1918-1933 (1966)
- Reise nach Sowjetrußland 1934 (1974, aus dem Nachlass veröffentlicht)
- Manchmal kommt es, dass wir Mörder sein müssen... Gesammelte Gedichte. (2007) [2]

## Sách viết về Graf
- Rolf Recknagel: Ein Bayer in Amerika, Oskar Maria Graf, Leben und Werk. Berlin: Verlag der Nation, 1974
- Gerhard Bauer: Gefangenschaft und Lebenslust: Oskar Maria Graf in seiner Zeit Eine Werk-Biographie. München: Süddeutscher Verlag, 1987. ISBN 3-7991-6355-7.
- Joachim Mohr: Hunde wie ich. Selbstbild und Weltbild in den autobiographischen Schriften Oskar Maria Grafs. Würzburg: Königshausen & Neumann, 1999. ISBN 3-8260-1705-6.
- Wilfried F. Schoeller: Oskar Maria Graf: Odyssee eines Einzelgängers. Texte - Bilder - Dokumente. Frankfurt am Main: Büchergilde Gutenberg, 1994, ISBN 3-7632-4383-6.
- Volker Weidermann: Das Buch der verbrannten Bücher. Köln: Verlag Kiepenheuer & Witsch, 2008; ISBN 978-3-462-03962-7. (Zu Graf Seite 83-85)
- Daniel Winkler: Utopisches Exil eines rebellischen Patrioten: Oskar Maria Graf und Wien; in: „Mit der Ziehharmonika. Zeitschrift für Literatur des Exils und des Widerstands"; 16. Jg., Nr. 2 (Doppelnummer); Wien: Oktober 1999; S. 45-50. ISSN 1563-3438.
- Georg Bollenbeck: Oskar Maria Graf. Eine Bildmonographie. Reinbek: Rowohlt. 1985. ISBN 978-3-499-50337-5.
- Hans Dollinger:Das Oskar Maria Graf Lesebuch List Verlag, 1993; Mit einem Geleitwort von Will Schaber. ISBN 3-471-77670-2